# 仕様承認
仕様承認（しようしょうにん）とは、型式承認対象部品を除く部品を国内で製作して使用する場合の基本設計が、強度･構造･性能について耐空性基準を満たしていることを国土交通大臣が証明する制度である。

## 概要
型式承認対象部品以外の部品の基本設計が強度･構造･性能について、耐空性基準に適合していると検査で認めた場合、装備品等仕様承認書が交付される。